# 第44回ブルーリボン賞 (鉄道)

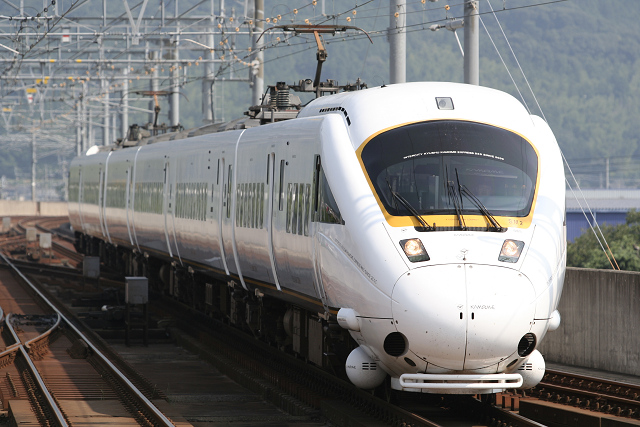
第44回ブルーリボン賞
JR九州885系電車

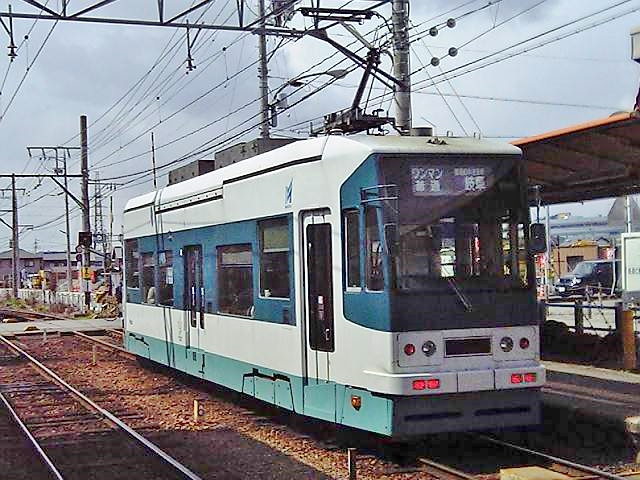
第41回ローレル賞
名鉄モ800形電車

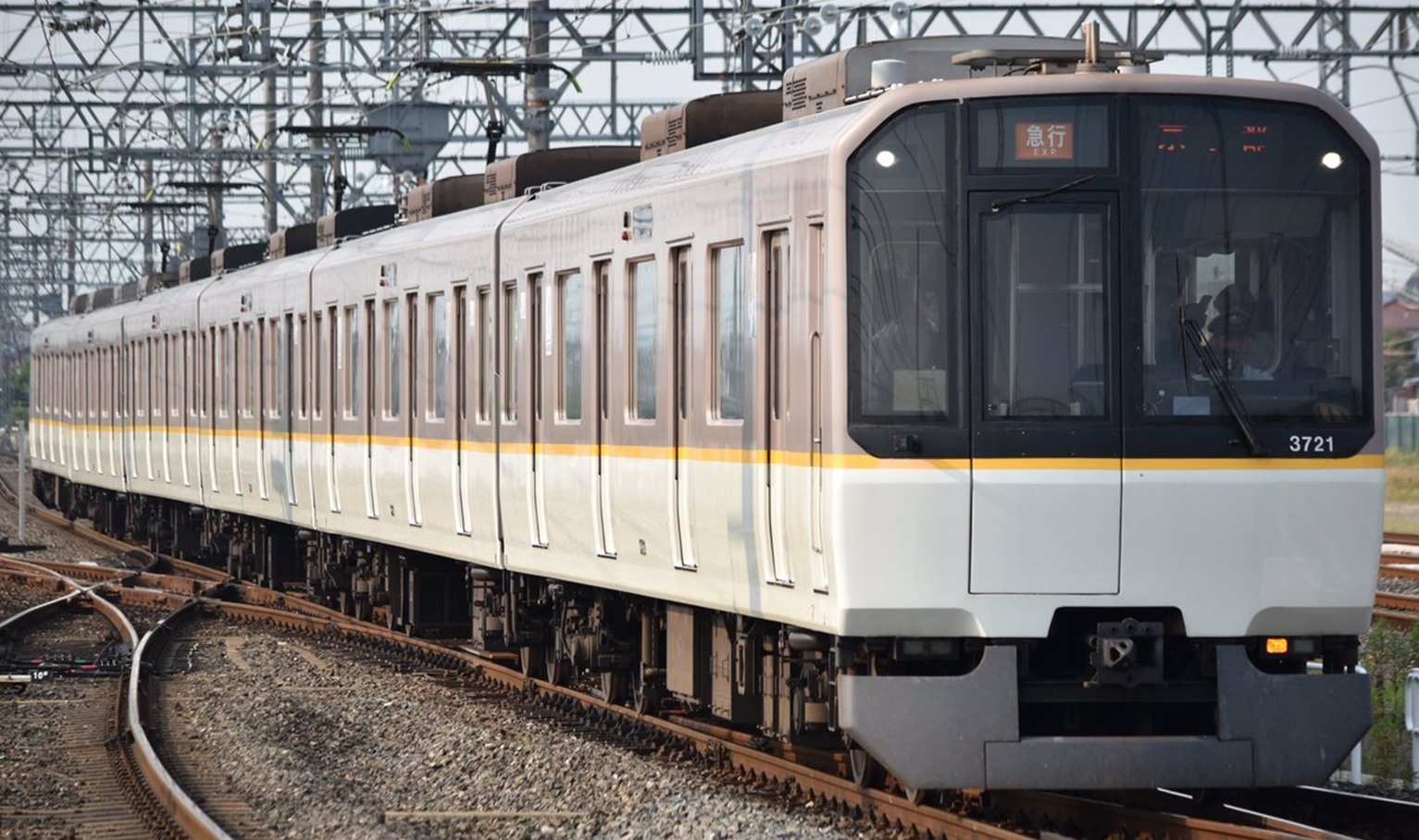
第41回ローレル賞
近鉄3220系電車（シリーズ21）

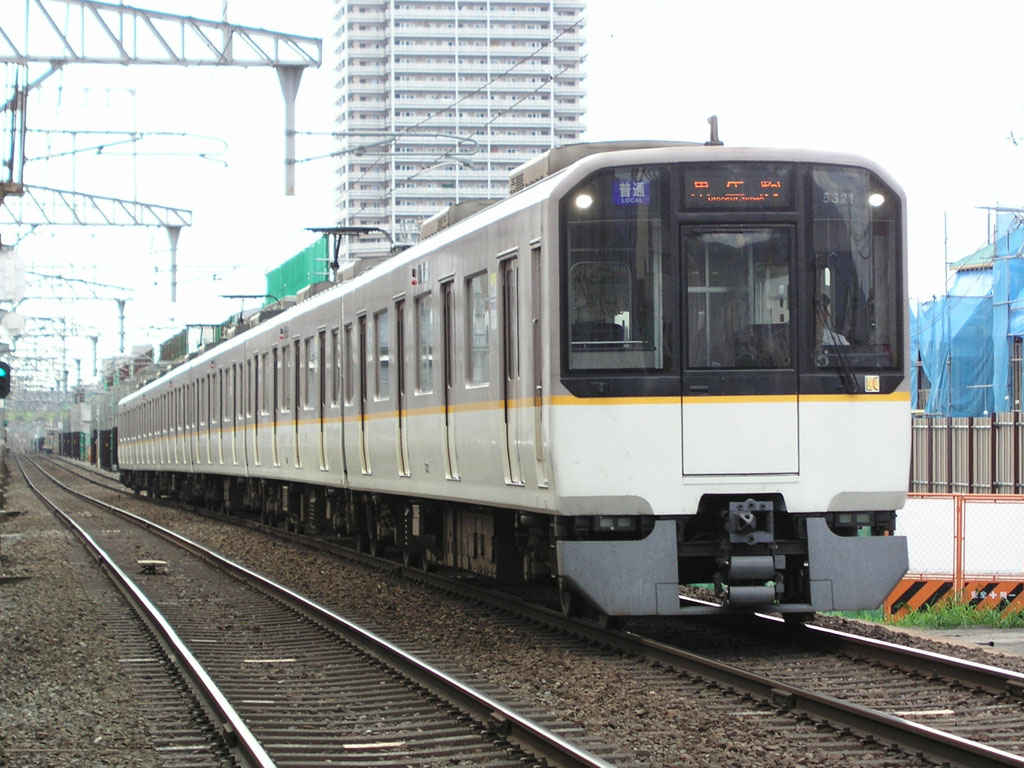
第41回ローレル賞
近鉄5820系電車（シリーズ21）

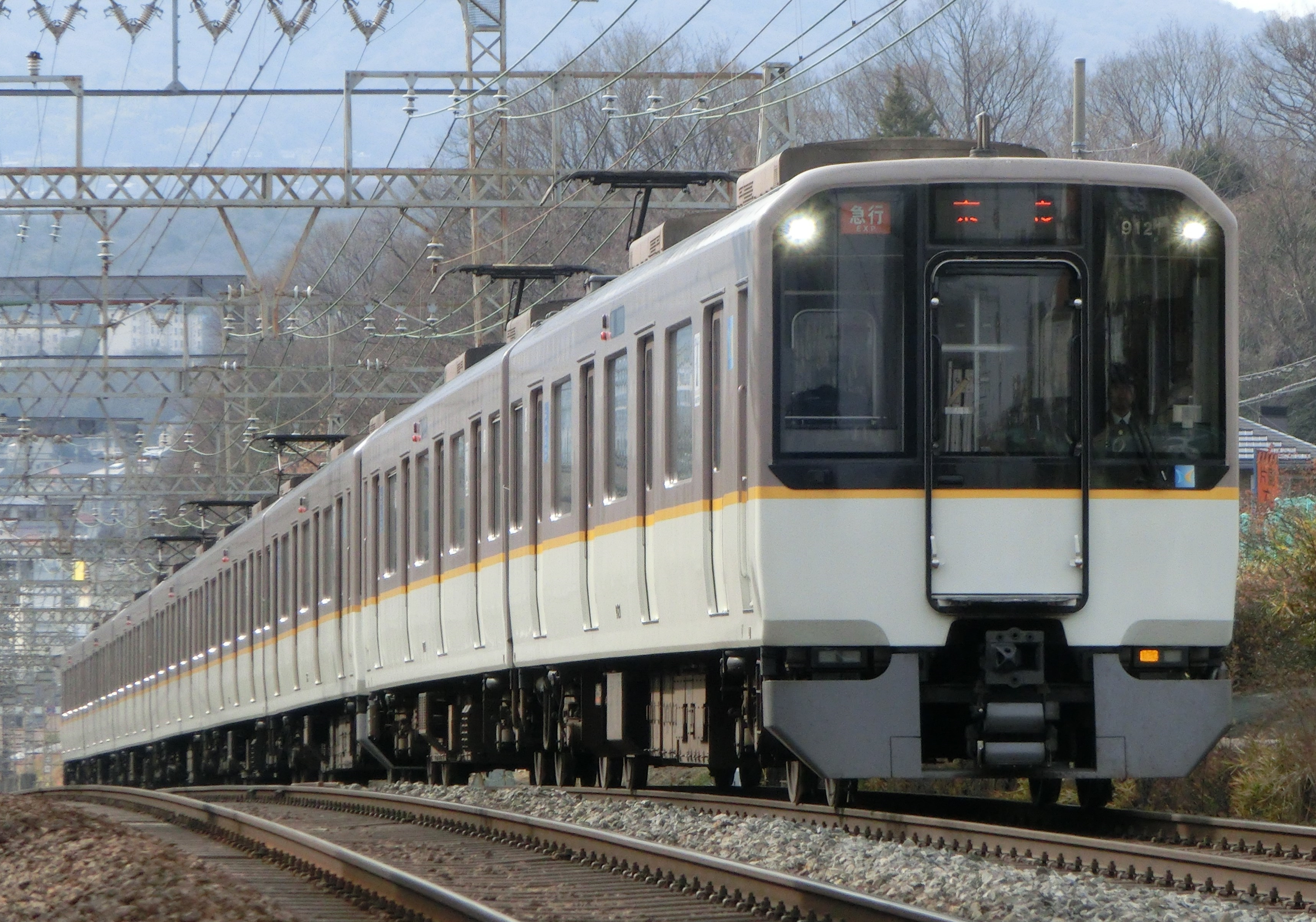
第41回ローレル賞
近鉄9020系電車（シリーズ21）

第44回ブルーリボン賞（だい44かいぶるーりぼんしょう）は、2001年に鉄道友の会が選定したブルーリボン賞である。本項では、第41回ローレル賞（だい41かいろーれるしょう）についても併せて記す。

## 概要
日本国内で使用する鉄道・軌道車両のうち、2000年1月1日から12月31日までの間に日本国内で営業運転に就いた新形式車両またはそれとみなせる車両で、候補車両決定の時点で現に営業をしていることを概ねの要件とする選定候補車両22車種のなかから、ブルーリボン賞1形式、ローレル賞2形式が選定された。

## 選定車両

### ブルーリボン賞
- 九州旅客鉄道 885系電車
  - 有効投票数4524票のうち最高得票の1085票により選定。

### ローレル賞
- 名古屋鉄道 モ800形電車
  - 海外技術による連接方式の全低床路面電車とは異なる設計思想の新型路面電車を評価し選定。
- 近畿日本鉄道 シリーズ21（3220系電車・5820系電車・9020系電車）
  - 汎用性の高い設計コンセプトや通勤車としての完成度の高さを評価し選定。

## 候補車両
鉄道友の会ブルーリボン賞・ローレル賞選考委員会が候補車両とした22車種。
| 会社名         | 車両形式                                                                                     |
| -------------- | -------------------------------------------------------------------------------------------- |
| 北海道旅客鉄道 | キハ261系気動車 ナハ29000形客車                                                              |
| 由利高原鉄道   | YR-2000形気動車                                                                              |
| 日本貨物鉄道   | EF210形100番台電気機関車                                                                     |
| 西武鉄道       | 20000系電車                                                                                  |
| 東日本旅客鉄道 | E751系電車 キハ48形気動車「びゅうコースター風っ子」 オハ12形1701号客車（ばんえつ物語展望車） |
| 天竜浜名湖鉄道 | THT101・201形客車                                                                            |
| 京福電気鉄道   | モハ5001形電車                                                                               |
| 名古屋鉄道     | モ800形電車                                                                                  |
| 樽見鉄道       | ハイモ295-315形気動車                                                                        |
| 西日本旅客鉄道 | 700系7000番台新幹線電車                                                                      |
| 近畿日本鉄道   | シリーズ21（3220系電車・5820系電車・9020系電車） コ11形客車 コ15形客車                       |
| 北条鉄道       | フラワ2000形気動車                                                                           |
| 土佐電気鉄道   | 2000形電車                                                                                   |
| 九州旅客鉄道   | 303系電車 885系電車                                                                          |
| 長崎電気軌道   | 長崎電気軌道1800形                                                                           |
| 松浦鉄道       | MR-500形気動車                                                                               |